# 森谷吉博
森谷 吉博（もりやよしひろ、1972年5月25日 - ）は、日本の元シュートボクサー。宮城県出身。身長168cm、体重62kg。シーザージム所属。元シュートボクシング協会スーパーバンタム級王者。